# 单平公
单平公（?—?），春秋时期單国国君。鲁哀公十三年（前482年）夏，单平公、晋定公、吴王夫差、鲁哀公在黄池会盟。鲁哀公十六年（前479年）夏，卫后庄公蒯聩派鄢武子肸告命于周王室，周敬王派单平公接待。
| 前任： 单武公 | 单国国君 | 繼任： 不详 |